# Вильгельм Биркенфельд-Гельнхаузенский
Пфальцграф Вильгельм Биркенфельд-Гельнхаузенский (нем. Wilhelm von Pfalz-Birkenfeld-Gelnhausen; 4 января 1701, Гельнхаузен, Гессен — 25 декабря 1760, Гаага) — австрийский (священно-римский) фельдмаршал (1754).

## Биография
Родился в 1701 году и был младшим сыном пфальцграфа Иоганна Карла Биркенфельд-Гельнхаузенского (1638–1704) из династии Виттельсбахов от его второго брака с Марией-Эстер (1665–1725), дочерью барона Георга Фридриха фон Вицлебена цу Эльгерсбурга. Мужем одной из сестёр Вильгельма был владетельный князь Фридрих Вильгельм Сольмс-Браунфельсский (1696—1761).
Вильгельм поступил на австрийскую военную службу в 1729 году. В ходе Войны за австрийское наследство был ранен в битве при Мольвице. В дальнейшем присуствовал на церемонии коронации императора Франца I Стефана  во Франкфурте-на-Майне. В 1754 году был произведён в фельдмаршалы. В 1757 году был назначен губернатором Намюра.